# Ромодановский, Иван Иванович Меньшой
Князь Иван Иванович Ромодановский по прозванию Меньшой (ум. в марте 1675 года) — русский государственный и военный деятель, рында, воевода, окольничий и боярин во времена правления Михаила Фёдоровича и Алексея Михайловича.
Из княжеского рода Ромодановские. Младший сын князя Ивана Петровича Ромодановского (ум. 1607). Получил прозвище «Меньшой» в отличие от своего старшего брата Ивана Большого Ромодановского, погибшего в 1610 году в битве с польско-литовской армией Станислава Жолкевского под Клушином. Также имел брата, князя Григория Ивановича погибшего, но где и когда не показано и имеется вероятность, что оба брата погибли в одном бою.

## Биография

### Служба Михаилу Фёдоровичу
В 1616 году князь Иван Ивановича Меньшой Ромодановский получил чин царского стольника. В 1624 году в числе 70 стольников присутствовал на свадьбе царя Михаила Фёдоровича с княжной Марией Владимировной Долгоруковой и упомянут тридцать четвёртым. В этом же году упомянут рындой при Государе. В мае 1625 года на царском обеде «смотрел в кривой стол». В мае того же года присутствовал во время приёма персидского посольства, «сидел в золоте» при отце царя, патриархе Филарете Никитиче, а во время царского обеда, данного в честь послов, «носил пить перед государем».
В 1626 году был двадцать вторым в числе поезжан во время второй свадьбы царя Михаила Фёдоровича с Евдокией Лукьяновной Стрешневой. В апреле того же года на царском обеде «смотрел в кривой стол».
В марте 1628 года назначен в «украинном разряде» первым воеводой сторожевого полка в Крапивну. Князь Алексей Морткин, назначенный воеводой сторожевого полка в Пронске и обязанный выйти на помощь князю Ромодановскому, бил челом царю на последнего. Александр Морткин заявил, что ему «меньши князя Ивана быть невместно», а князь Иван Ромодановский также жаловался на бесчестье со стороны князя Морткина. Царь Михаил Фёдорович решил местническое дело в пользу князя Ивана Ромодановского.
В ноябре 1628 года И. И. Ромодановский, призванный ко двору в Москву, находился при царе в чине стольника. В августе 1630, июле и августе 1631 года он «смотрел в кривой стол» на царских обедах.
В марте 1633 года был назначен первым воеводой большого полка в Туле. На него били челом второй воевода Борис Колтовский и воеводы других полков, но царь Михаил Фёдорович отклонил все челобитные и приказал воеводам быть на службе «без мест». 2 мая, 22 июля и 2 августа 1633 года тульский воевода князь Иван Иванович Ромодановский отразил три татарских набега. В награду получил от царя поместье и прибавку к денежному окладу.
В январе 1635 года назначен первым воеводой в Томск, где находился до февраля 1639 года, когда вновь был призван ко двору.
В январе 1642 года принимал участие в работе Земского собора в Москве, где было принято решение об уступке туркам Азова, захваченного в 1637 году донскими казаками.
С декабря 1642 по 1645 год воевода на Двине.

### Служба Алексею Михайловичу
В 1645 году после смерти царя Михаила Фёдоровича и вступления на царский трон его сына Алексея Михайловича князь Иван Иванович Ромодановский получил поручение привести к присяге на верность новому царю жителей Верхотурья, а также окрестное татарское и вогульское население.
27 ноября 1647 года князь Иван Иванович Ромодановский был пожалован из стольников в окольничие. В том же году по царскому приказу был отправлен в Тамбов, где руководил строительством укрепленных сооружений вокруг крепости.
16 января 1648 года присутствовал на свадьбе царя Алексея Михайловича с Марией Ильиничной Милославской, где «ходил седьмым перед государем». 7 апреля во время царской поездки в село Покровское был оставлен третьим «на Москве» вместе с боярами Борисом Морозовым и князем Темкиным-Ростовским. В мае ехал первым перед царем «по станом» во время поездки Государя в Троице-Сергиеву лавру, где был приглашён к государеву столу. В ноябре И. И. Ромодановский был отправлен в Тверь и близ лежащие города «разбирать дворян и детей боярских, и жалованье им давать и новиков верстать».
В июле 1649 года сопровождал вторым кресты из Новодевичьего монастыря в Успенский собор, в ноябре сопровождал царя во время его поездки в Можайск. В этом же году неоднократно упоминается в числе приглашённых к государеву столу и на обеды к патриарху Иосифу.
1 апреля 1650 года князь И. И. Ромодановский был приглашён к царскому столу, на именины царицы Марии Ильиничны. Однако Иван Ромодановский заместничал с окольничим Василием Бутурлиным, отказавшись сесть ниже него. Царь решил дело в пользу Василия Бутурлина и приказал заключить Ивана Ромодановского в тюрьму на два дня. 7 апреля Иван Ромодановский вместе с Василием Бутурлиным был приглашен к столу патриарха Иосифа, но вновь отказался сесть ниже Бутурлина и бил челом царю. Государь приказал дьяку Семену Заборонскому посадить князя И. Ромодановского «под Бутурлиным» силой. Когда Ромодановский был силой посажен за патриарший стол, но упал со скамьи, был поднят и силой удержан руками за столом. В наказание царь приказал его выдать головой Василию Бутурлину. 22 мая 1650 года сопровождал царя во время поездки в Троице-Сергиеву лавру. В июле на крестном ходу неудачно местничал с боярином И. И. Салтыковым и был посажен на два дня в темницу. В сентябре сопровождал царя во время поездок в Звенигород и Троице-Сергиев монастырь. В октябре того же года во время новой поездки в Троице-Сергиев монастырь князь Иван Иванович Ромодановский заместничал с окольничим Иваном Чевкиным и потерпел неудачу. В ноябре, во время поездки Алексея Михайловича в Звенигород князь Иван Иванович Ромодановский был оставлен на Москве вместе с боярами Морозовым и Салтыковым.
В сентябре 1651 года находился в царской свите во время поездки Государя в Троице-Сергиев монастырь. В этом же году упомянут первым судьею во Владимирской и Галицкой четях, в ноябре оставлен третьим для охраны столицы на время поездки Государя в Звенигород и Савин монастырь.
В марте 1652 года упомянут при пожаловании боярства князю Ивану Петровичу Пронскому и Василию Васильевичу Бутурлину.
8 сентября 1653 года князь Иван Ромодановский был отправлен для размена посольств в Валуйки. 30 ноября оставлен вторым в Москве вместе с князем Григорием Куракиным во время поездки царя Алексея Михайловича в Звенигород, Боровск и Волоколамск на богомолье.
В 1654-1655 годах находился на воеводстве в Яблонове, ему были подчинены воеводы других украинных городов. Получил поручение следить за действиями крымских татар, ногайцев, поляков и Богдана Хмельницкого. Упомянут сходным воеводой в Белгороде, а по «крымским вестям», велено ему воеводой Сторожевого полка с боярином Василием Борисовичем Шереметьевым, но Ромодановский заместничал по этому назначению.
В апреле 1657 года на именины царицы Марии Ильиничны князь Иван Иванович Ромодановский был пожалован из окольничих в бояре. 25 сентября 1658 года был у царя за столом в Троице-Сергиевом монастыре. 16 октября 1660 года подал царю челобитную с прошением об увеличении жалования. Вместо прежнего оклада в 300 рублей получил оклад в 400 рублей. 25 июня и 23 июля 1669 года дневал и ночевал у гроба царевича Симеона Алексеевича.
В марте 1675 года боярин князь Иван Иванович Ромодановский скончался и был похоронен патриархом Иоакимом в Георгиевском монастыре в Москве.

## Собственность
В ноябре 1650 года, по царскому разрешению, приобрёл своё поместье полученное в 1621/22 годах, село Покровское (Перегалей) и деревню Новый Усад в Залеском стане и жеребий деревню Старая Ичемеря в Иржинском стане Арзамасского уезда — в вотчину.

## Семья
От брака (с 1619) с Анастасией Петровной Головиной, дочерью боярина Петра Петровича Головина (ум. 1627) имел единственного сына:
- Князь Юрий Иванович Ромодановский (1620/23—1683), воевода и боярин.

## Критика
М. Г. Спиридов и П. В. Долгоруков в «Российской родословной книге» указывают дату смерти — 1671 год.
М. Г. Спиридов, также указывает князя Ивана Ивановича Ромодановского Меньшого с прозванием Молчанка.